# Bezzia mohave
Bezzia mohave är en tvåvingeart som beskrevs av Wirth och Eileen D. Grogan 1983. Bezzia mohave ingår i släktet Bezzia och familjen svidknott.
Artens utbredningsområde är Kalifornien. Inga underarter finns listade i Catalogue of Life.